# 마무카 바흐타제
마무카 기비스 제 바흐타제(조지아어: მამუკა გივის ძე ბახტაძე, 1982년 6월 9일~)는 조지아의 정치인이다. 2018년 6월 20일에 사임한 기오르기 크비리카슈빌리의 후임 총리로 임명되어 2019년 9월 2일까지 재직하였다. 그의 소속 정당은 조지아의 꿈-민주 조지아이다.